# Amphioplus affinis
Amphioplus affinis är en ormstjärneart som först beskrevs av Studer 1885.  Amphioplus affinis ingår i släktet Amphioplus och familjen trådormstjärnor. Inga underarter finns listade i Catalogue of Life.